# Альборнос, Миико
Ми́ко Марти́н Альбо́рнос И́нола (исп. Miiko Martín Albornoz Inola; род. 30 ноября 1990, Стокгольм, Швеция) — чилийский футболист, левый защитник клуба «Вайле». Выступал за сборную Чили.

## Карьера
Родился 30 ноября 1990 года в Стокгольме в семье чилийца и финки. Воспитанник футбольной школы клуба «Броммапойкарна». Взрослую футбольную карьеру начал в 2008 году в основной команде «Броммапойкарна», проведя там три сезона, приняв участие в 79 матчах чемпионата. Большинство времени, провёденного в составе «Броммапойкарна», был основным игроком защиты.
В состав «Мальмё» перешёл в 2011 году.
20 июня 2014 года Альборнос перешёл в «Ганновер 96», подписав контракт до 2017 года.

## Сборная
В 2006 году дебютировал в составе юношеской сборной Швеции, принял участие в 27 играх на юношеском уровне. В течение 2009—2012 годов привлекался в состав молодёжной сборной Швеции. На молодёжном уровне сыграл в 11 официальных матчах. В конце 2013 года принял приглашение от главного тренера национальной сборной Чили Хорхе Сампаоли, выступать за сборную страны, родины своего отца. 22 января 2014 годы дебютировал в составе сборной Чили товарищеским матчем против сборной Коста-Рики, в котором открыл счёт, забив свой первый гол за чилийцев.

## Достижения
- Чемпион Швеции (1): 2013
- Обладатель Суперкубка Швеции (1): 2013
- Обладатель Кубка Чили (1): 2021 (не играл)
- Победитель Кубка Америки (1): 2015

## Статистика

### Клубная
| Клуб             | Сезон            | Чемпионат | Чемпионат | Кубок | Кубок | Еврокубки | Еврокубки | Всего | Всего |
| Клуб             | Сезон            | Матчи     | Голы      | Матчи | Голы  | Матчи     | Голы      | Матчи | Голы  |
| ---------------- | ---------------- | --------- | --------- | ----- | ----- | --------- | --------- | ----- | ----- |
| Броммапойкарна   | 2007             | 0         | 0         | —     | —     | —         | —         | 0     | 0     |
| Броммапойкарна   | 2008             | 16        | 6         | —     | —     | —         | —         | 16    | 6     |
| Броммапойкарна   | 2009             | 29        | 1         | —     | —     | —         | —         | 29    | 1     |
| Броммапойкарна   | 2010             | 18        | 0         | 0     | 0     | —         | —         | 18    | 0     |
| Броммапойкарна   | 2011             | 19        | 2         | 3     | 0     | —         | —         | 22    | 2     |
| Броммапойкарна   | Итого            | 82        | 9         | 3     | 0     | —         | —         | 85    | 9     |
| Мальмё           | 2011             | 6         | 0         | 0     | 0     | 2         | 0         | 8     | 0     |
| Мальмё           | 2012             | 27        | 3         | 1     | 0     | —         | —         | 28    | 3     |
| Мальмё           | 2013             | 26        | 1         | 0     | 0     | 6         | 1         | 32    | 2     |
| Мальмё           | 2014             | 9         | 0         | 5     | 0     | 0         | 0         | 14    | 0     |
| Мальмё           | Итого            | 68        | 4         | 6     | 0     | 8         | 1         | 82    | 5     |
| Всего за карьеру | Всего за карьеру | 150       | 13        | 9     | 0     | 8         | 1         | 167   | 14    |

### Международная
| Национальная сборная | Год   | Матчи | Голы |
| -------------------- | ----- | ----- | ---- |
| Чили                 | 2014  | 1     | 1    |
| Всего                | Всего | 1     | 1    |